# Fort Tegart

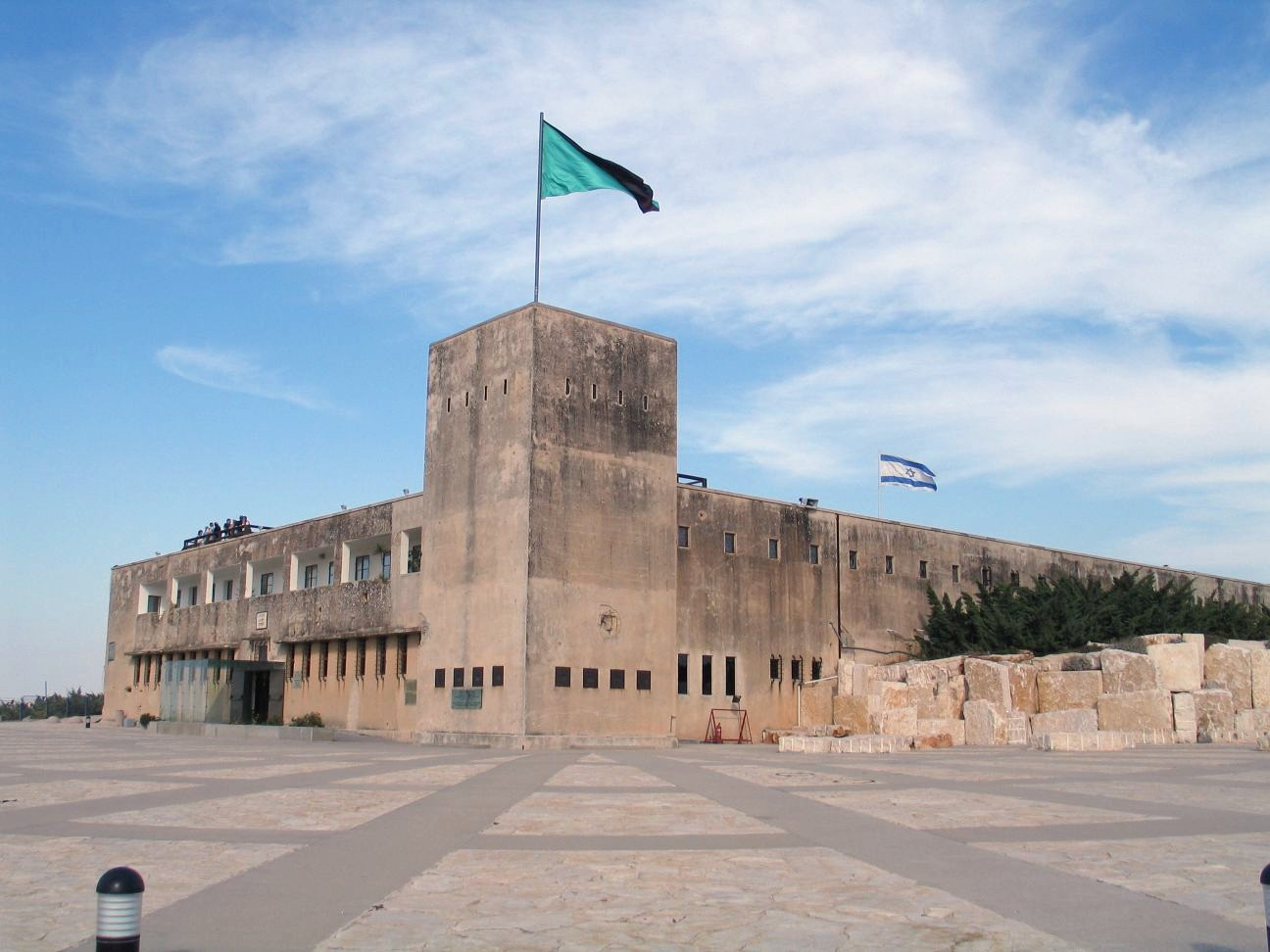
Un fort Tegart : l'ancien bâtiment de police à Latroun en Israël.

Un fort Tegart est une fortification de police militaire, construite à travers la Palestine, sous mandat britannique, mis en œuvre lors de la révolte arabe de Palestine de 1936 à 1939. En Israël, ces prisons sont appelées Taggart. Ces forts sont baptisés en référence à l'officier de police britannique Charles Augustus Tegart, qui en est le concepteur,.

## Histoire
Charles Tegart, un ingénieur officier de l'armée britannique conçoit, à partir de 1938, 62 forts, sur la base de ses expériences dans l'insurrection indienne (en). Ils sont construits en béton armé avec des systèmes à eau qui leur permettent de résister à un siège d'un mois.
Deux types de forts sont érigés. Cinq structures ont été construites pour renforcer la défense appelée mur de Tegart (en) de la frontière nord avec le Liban et la Syrie, en utilisant une conception spécifique. Des dizaines d'autres forts, de conception différente de ceux construits au nord, partagent un plan de base commun. Ils sont construits à des intersections stratégiques à l'intérieur de la Palestine. De nos jours, beaucoup d'entre eux peuvent encore être vus en Israël et continuent à être utilisés comme postes de police et prisons. L'un de ces forts, au sud-ouest de Barkai (en), est devenu la prison du camp 1391, surnommée par les médias, le « Guantanamo israélien » car elle accueille les prisonniers à haut risque.

## Galerie

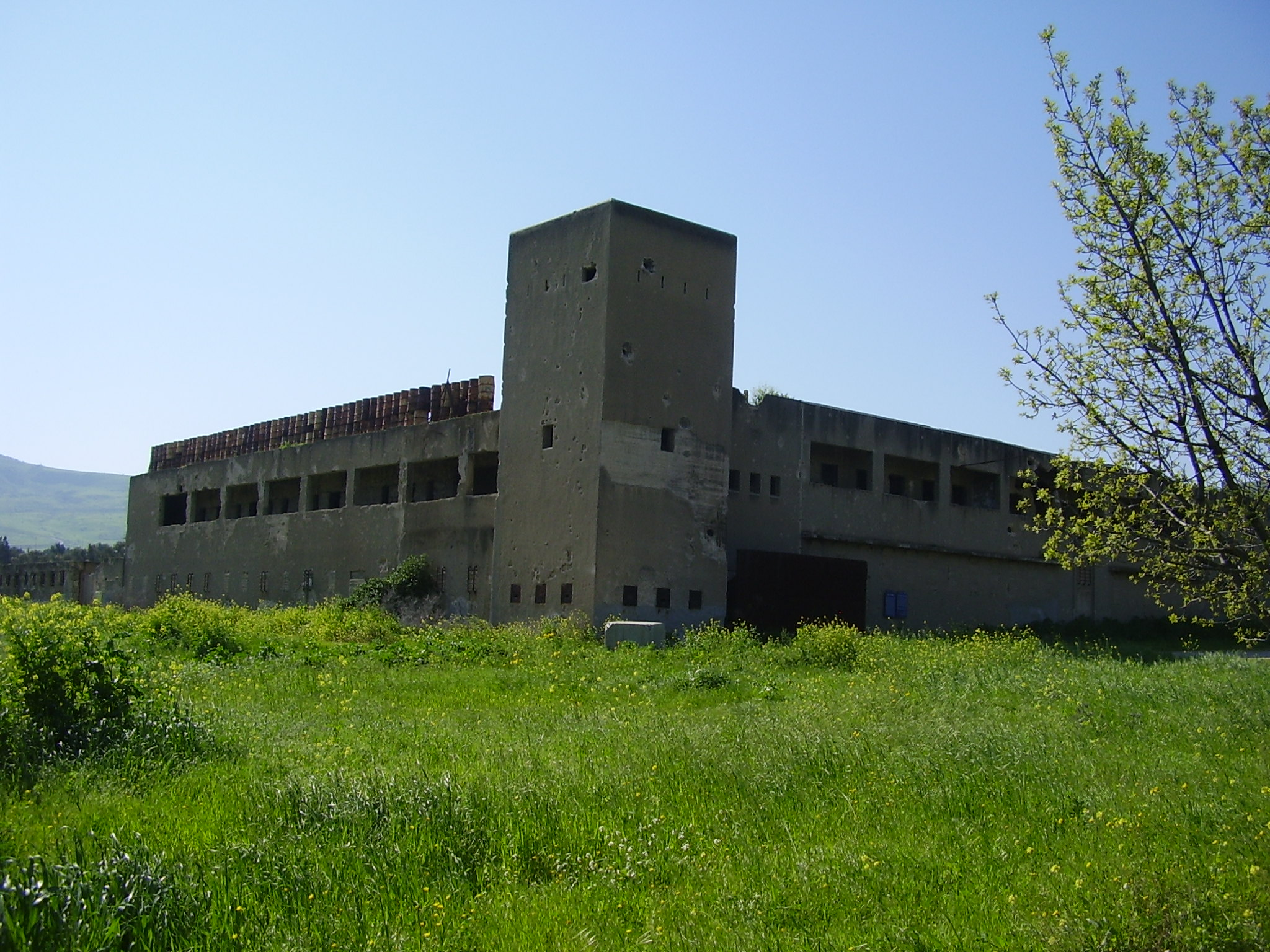
Le fort de Gesher (en)
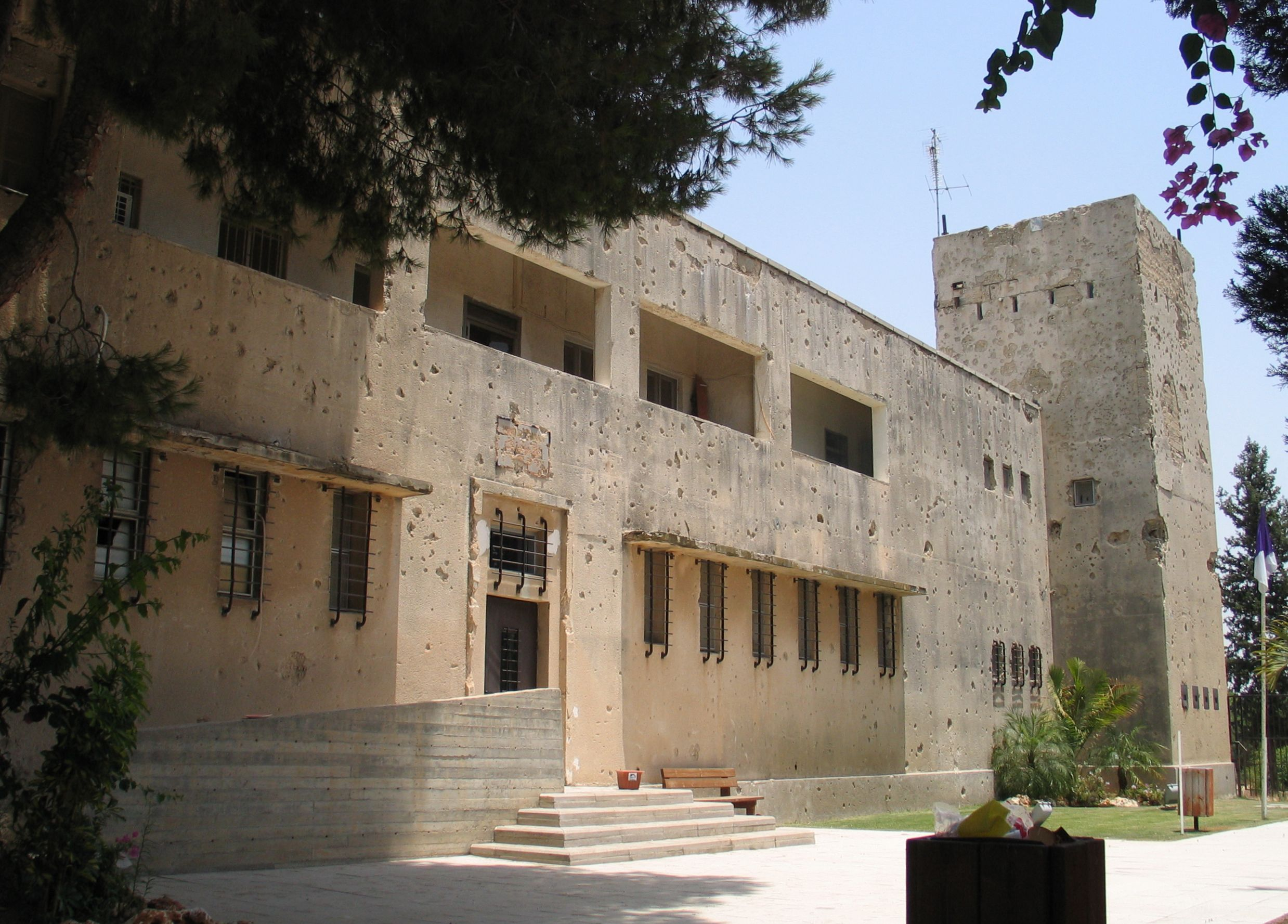
Le fort de Metsudat Yoav
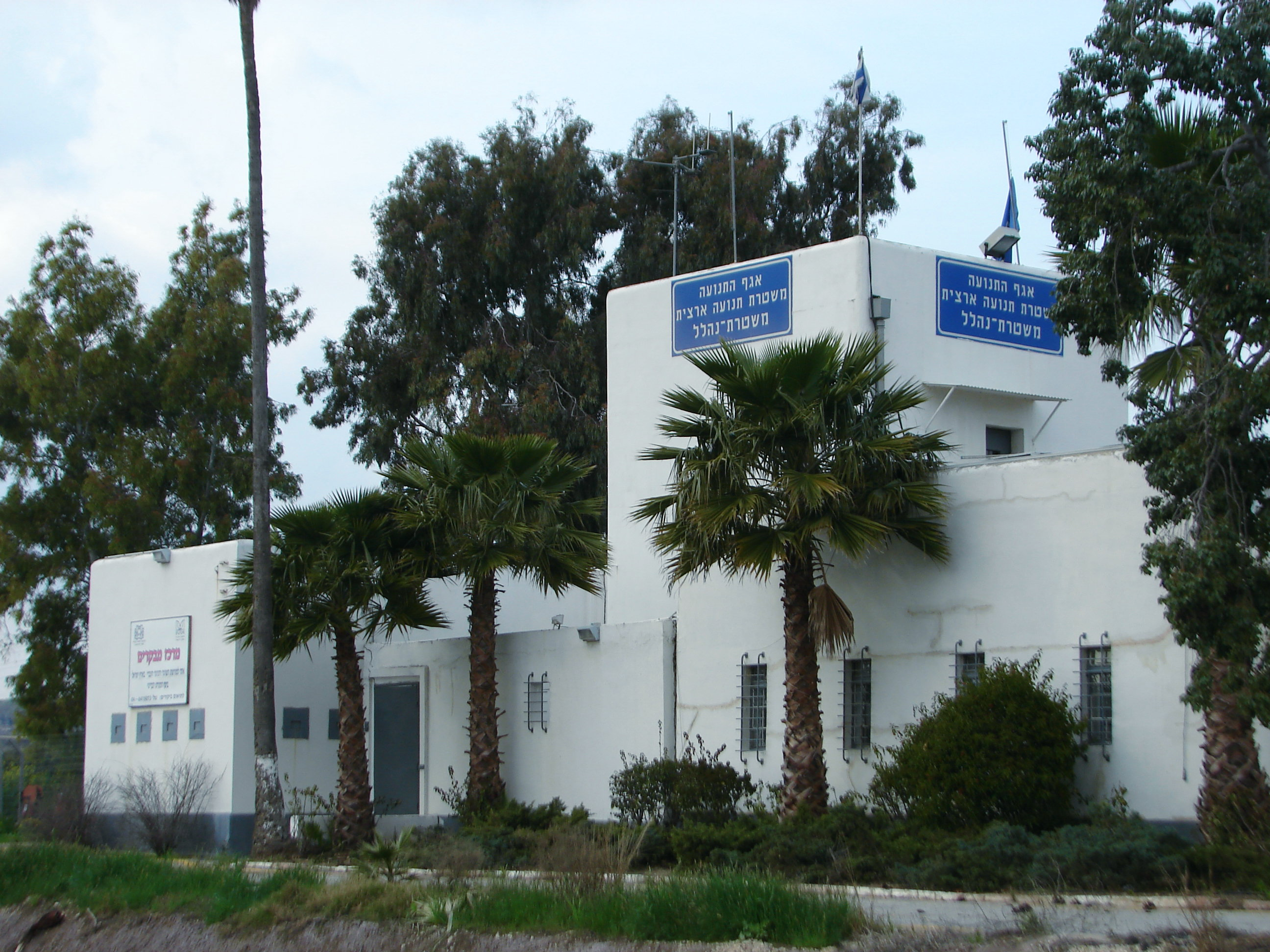
Police de Nahalal, à l'origine un fort Tegart
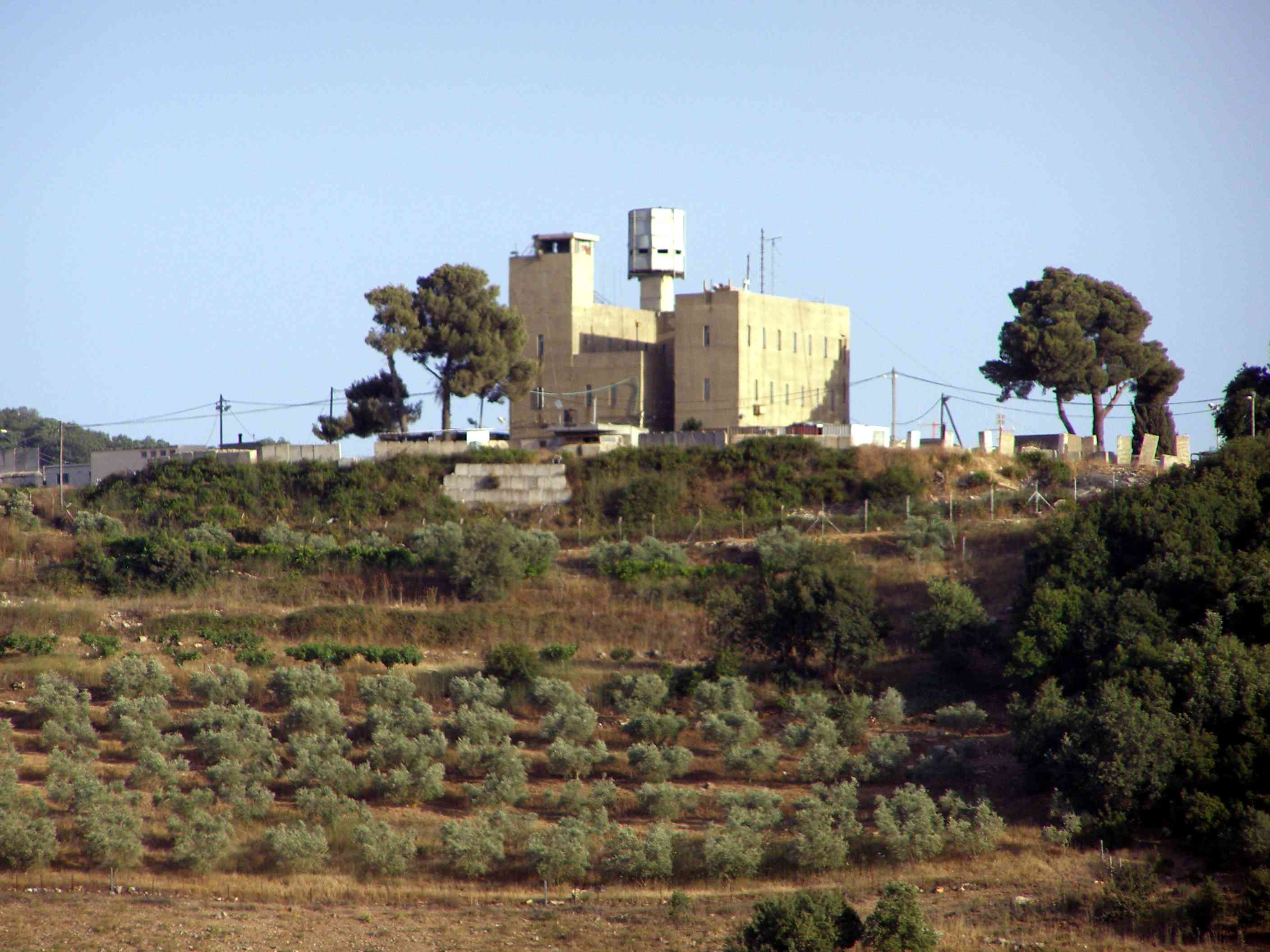
Le fort de Sasa
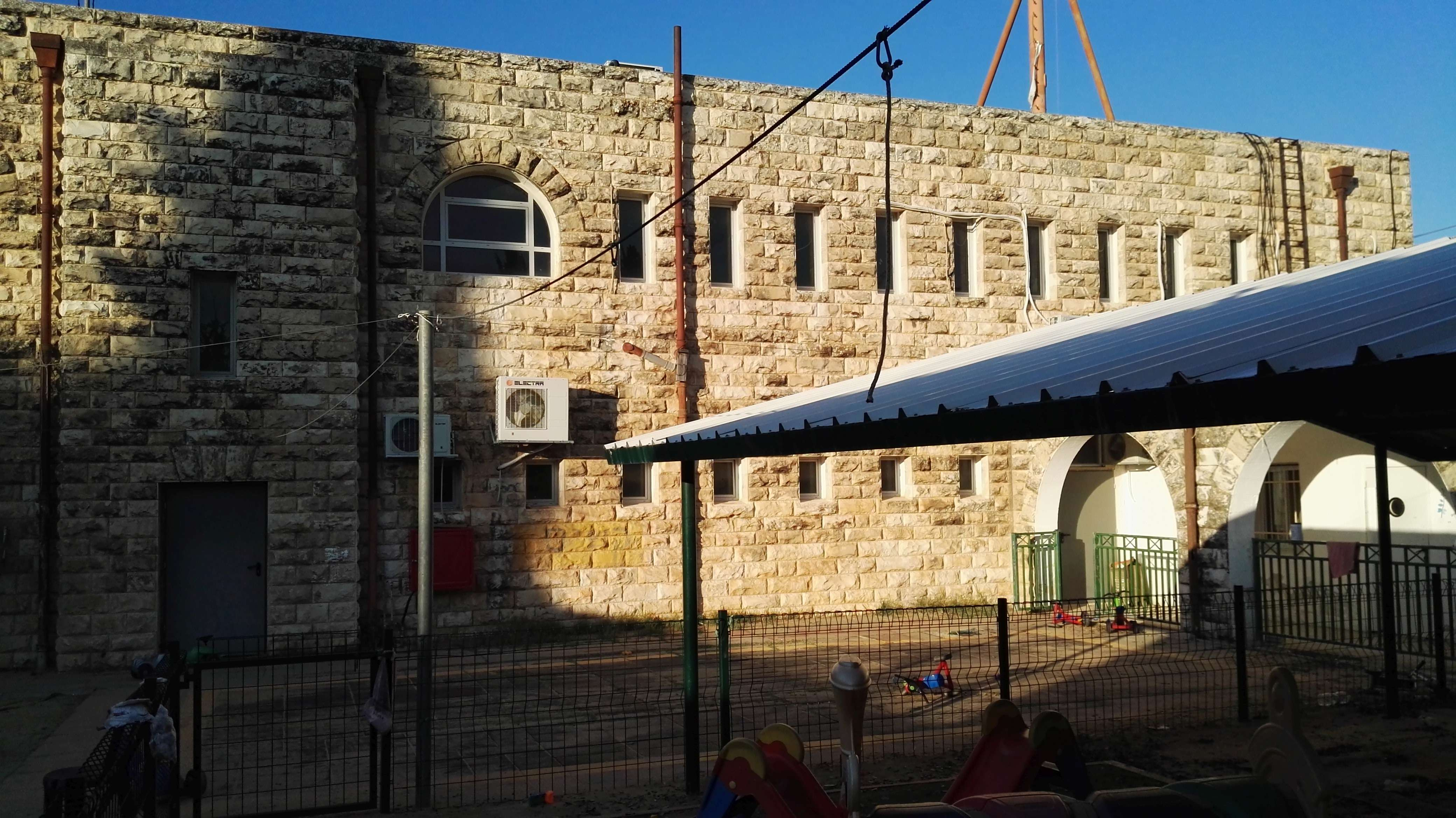
Le fort d'Halamish
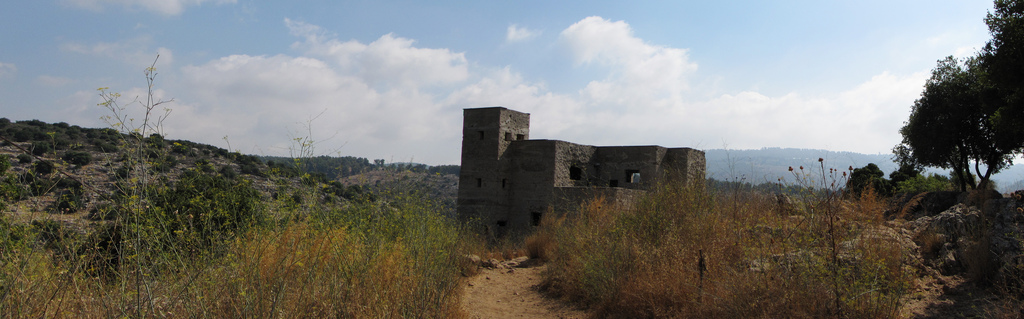
Le fort Ein Tina près de Nahal Amud

## Source de la traduction
- (en) Cet article est partiellement ou en totalité issu de l’article de Wikipédia en anglais intitulé « Tegart fort » (voir la liste des auteurs).